# Dorthe Hansdatter
Dorthe Hansdatter, född 1657, död 25 januari 1711, var en dansk filantrop. Hon inrättade 1704 sjukhuset Hansteedgaard i Horsens. 
Hon var dotter till kyrkoherden Hans Nielsen Lotterup och Anna Christensdatter i Gudbjerg på Fyn, och gifte sig 1680 med affärsidkaren Anders Jensen (1648-1697) i Horsens. År 1704 inrättade hon som barnlös änka sitt hem, Hanstedgaard, till ett sjukhus för 24 personer, och finansierade det med sin övriga egendom, förutom en donation till Universitetet og Horsens By. 